# 鑑田幸代
鑑田 幸代（かがみだ ゆきよ、1975年11月12日 - ）は、日本のファッションデザイナー。元mc sisterモデル。

## 人物
1999年、モデル、SHOP店長を経て、”Howdy”を立ち上げ。
2000年・秋冬よりブランド名を”unsqueaky（アンスクィーキー）”と変更し、現在に至る。